# Операција Брезна
Операција Брезна из августа 1944. је била једна од најспектакуларнијих савезничких акција на тлу Југославије током Другог светског рата. 
Током драматичне битке окупационих снага и партизана на северу Црне Горе код села Брезна поред Никшића, савезници су авионима успели да у току само једног дана, 22. августа 1944, извуку 1.059 рањеника. То је омогућило снагама НОВЈ да врате покретљивост и разбију немачку операцију. Операцију Брезна организовало је и извело Балканско ратно ваздухопловство.

## Ток догађаја
Немачка команда југоистока организовала је у склопу свог плана одбране Србије низ операција у циљу разбијања концентрација НОВЈ које су претиле угрожавањем немачких позиција у Србији. Највећа међу њима била је операција Рибецал. У свом наступању, Немци су успели да заузму два главна аеродрома који су служили за транспорт у Црној Гори, Беране и Његовуђу. Велики број рањених бораца знатно је спутавао мобилност формација НОВЈ, па је одлучено да се хитно уреди нова писта за евакуацију у савезничке болнице. Избор је пао на планинску површ у Брезнама северно од Никшића. С обзиром на снажан притисак крупних немачких снага, цела акција морала је бити добро координирана и изведена у веома кратком року.
Након прикупљања рањеника и уређивања писте, операција је изведена са великим успехом у току само једног дана. Рано ујутро 22. августа, док су се неколико километара даље водиле оштре борбе, слетели су на импровизовано узлетиште авиони 267. сквадрона РАФ-а, убрзо узлетевши носећи око 200 рањеника. Током послеподнева 24 авиона Шездесете транспортне групе (енгл. 60th Troop Carrier Group) транспортовала су даљих 705 рањеника и 17 савезничких ваздухопловаца. Пред крај дана, Руска ваздушна група евакуисала је преосталих 138 рањеника.